# دان ستيبينز
دان ستيبينز (بالإنجليزية: Dan Stebbins)‏ هو لاعب كرة قدم أمريكي في مركز الهجوم، ولد في 13 نوفمبر 1969 في ميلواكي في الولايات المتحدة. لعب مع شيكاغو فاير وميامي فيوشن وميلواكي وايف ونادي دالاس.

## وصلات خارجية
- دان ستيبينز على موقع الدوري الأمريكي (الإنجليزية)
- دان ستيبينز على موقع قاعدة بيانات كرة القدم.إي يو (الإنجليزية)